# انسداد الشريان الشبكي المركزي
انسداد الشريان الشبكي المركزي (بالإنجليزية: Occlusion of the C.R.A)‏ يحصل انسداد الشريان الشبكي المركزي فجأة بخثرة أو صمة وقد يحصل في جذع الشريان أو أحد فروعه وعند حدوث الانسداد يشكو المريض من فقد مفاجئ للرؤية حيث ينقطع الدم عن التدفق في الشريان الشبكي المركزي.هناك عدة اسباب لهذا الانسداد، اشهرها تصلب الشريان السباتي.

## العلامات والاعراض
انسداد الشريان الشبكي المركزي يسبب فقدان مفاجئ وحاد في البصر في عين واحدة.فحص قاع العين سوف يظهر بقعة حمراء تسمى ""cherry red spot , ويكون ما حولها من الشبكية باهت اللون بسبب نقص التروية للشبكية.

## التشريح
الشريان العيني يتفرع إلى الشريان الشبكي المركزي والذي ينتقل مع العصب البصري حتى دخوله العين. هذا الشريان الشبكي المركزي يوفر المواد الغذائية والاكسجين لشبكية العين، وبالأخص الاجزاء الدخلية من الشبكية وسطح العصب البصري.

## علم انتشار المرض
عوامل الخطر تشمل الأتي: عمر ما بين 60 و 65 عاما، عمر ما فوق ال 40 , الذكورة، وارتفاع ضغط الدم، العرق القوقازي، والتدخين ومرض السكري. بالإضافة إلى التهاب الشغاف، وَرَمٌ مُخاطِيٌّ أُذَينِيّ، التهاب الأوعية الدموية، والاستعداد لتشكيل جلطات الدم (أهبة التخثر). [يحتاج لمصدر]

## الأسباب
أهم اسباب انسداد الشريان الشبكي المركزي تصلب الشريان السباتي.في المرضى الذين تزيد اعمارهم عن ال70 يكون التهاب الشريان ذو الخلايا العملاقة هو السبب الأكثر شيوعا مقارنة بالمرضى صغار السن.
اسباب أخرى تشمل ازالة امهات الدم والتشنجات الوعائية.

## فحص العين
- يلاحظ توسع حدقة العين وعدم تفاعلها مع الضوء
- يبقى المنعكس التقابلي
- بفحص قعر العين نجد الشبكية متوذمة وبيضاء وشاحبة والقعة الصفراء بلون أحمر قان
- الشرايين والأوردة بعد منطقة الانسداد رفيعة خيطية

## الإنذار
الشريان يمكن ان يستعيد جريان الدم فيه مع الوقت مع زوال الوذمة.ولكن، ضمور العصب البصري يمكن ان يؤدي إلى فقدان دائم للابصار. يحدث ضرر غير قابل للإصلاح للنسيج العصبي بعد فترة 90 دقيقة. ثلثين المرضى يروا بقوة 20/400 وفقط مريض من كل ستة مرضى يرى بقوة 20/40 أو أفضل.
قد يعود الوران الشبكي بعد فترة ولكن لا تتحسن الرؤية بسبب استحالة الطبقة البصرية ويكشف ذلك بتخطيط الشبكية الكهربائي،
تصاب حليمة العصب البصري بالضمور، قد تبقى الرؤية المركزية سليمة إذا كانت البقعة الصفراء تتغذى بشعبة شريانية هدبية شبكية.

## المعالجة
في حال وصول المريض باكرا خلال أول 24 ساعة من الانسداد يمكن المحاولة بإعطاء مضادات التشنج وموسعات الأوعية بأن تحقن خلف المقلة وفي الوريد.
قد يفيد تدليك العين وإجراء جرح قرني صغير قرب اللم لإنقاص الخلط المائي ليحدث هبوطا في توتر العين يسحب الخثرة أو الصمة نحو المحيط

تصنف الجمعية الطبية لعلوم تحت البحار والعلاج بالضغط العكسي انسداد الشريان الشبكي المركزي كسبب مثبت يستدعي العلاج ب ضغط الاكسجين العالي. هذا العلاج مشمول بالتأمين الصحي في شمال أمريكا.وهناك مجموعة من العلاجات الأخرى مثل: تدليك العين، سحب جزء بسيط من الحجرة الأمامية للعين، والعلاج بالتنفس لمزيج من الغازات بتركيز 5% ثاني اكسيد الكربون و 95% اكسجين.